# Байтимирово
Байтимирово (баш. Байтимер) — деревня в Миякинском районе Республики Башкортостан Российской Федерации. Входит в состав Уршакбашкарамалинского сельсовета. 

## География

### Географическое положение
Расстояние до:
- районного центра (Киргиз-Мияки): 19 км,
- центра сельсовета (Уршакбашкарамалы): 11 км,
- ближайшей ж/д станции (Аксёново): 62 км.

## История
В «Списке населённых мест по сведениям 1870 года», изданном в 1877 году, населённый пункт упомянут как деревня Байтемирова 1-го стана Белебеевского уезда Уфимской губернии. Располагалась при речке Карамале, вправо от реки Демы, в 95 верстах от уездного города Белебея и в 35 верстах от становой квартиры в деревне Менеуз-Тамак. В деревне, в 47 дворах жили 303 человека (149 мужчин и 154 женщины, мещеряки, татары), были мечеть, училище. Жители занимались пчеловодством.

## Население
| 2002 | 2009 | 2010 |
| ---- | ---- | ---- |
| 159  | ↗166 | ↘140 |